# Pegswood
Pegswood är en ort och civil parish i Storbritannien.   Den ligger i grevskapet och kommunen Northumberland i riksdelen England, i den centrala delen av landet, 400 km norr om huvudstaden London. Pegswood ligger 58 meter över havet och antalet invånare är 3 245.
Terrängen runt Pegswood är platt, och sluttar brant österut. Runt Pegswood är det tätbefolkat, med 913 invånare per kvadratkilometer. Närmaste större samhälle är Morpeth, 3,0 km väster om Pegswood. Trakten runt Pegswood består i huvudsak av gräsmarker.